# یحیی‌آباد (خنداب)
یحیی‌آباد (خنداب)، روستایی از توابع بخش خنداب شهرستان اراک در استان مرکزی ایران است.

## جمعیت
این روستا در دهستان سنگ سفید قرار دارد و براساس سرشماری مرکز آمار ایران در سال ۱۳۸۵، جمعیت آن زیر سه خانوار بوده‌است.